# پوزوم
پوزوم (به آلمانی: Pewsum) یک منطقهٔ مسکونی در آلمان است که در کرومهورن واقع شده‌است. پوزوم ۳٬۳۵۲ نفر جمعیت دارد.